# Idaea oedipus
Idaea oedipus là một loài bướm đêm trong họ Geometridae.